# Franciszek Kawa
Franciszek Józef Remigiusz Kawa (ur. 1 października 1901 we Lwowie, zm. 10 lutego 1985 w Oslo) – polski sportowiec (biegacz narciarski i lekkoatleta), olimpijczyk.

## Życiorys
W 1914, pomimo małoletności, został przyjęty do Legionów Polskich, w których odbył zimową kampanię karpacką oraz besarabską. W 1915 zwolniony ze względu na młody wiek. W lutym 1918 wstąpił do POW, a w maju 1919 do Wojska Polskiego. Walczył w wojnie polsko-ukraińskiej i wojnie polsko-bolszewickiej. Został zdemobilizowany w 1921.
Ukończył w 1921 VIII Gimnazjum Realne im. Śniadeckiego we Lwowie uzyskując świadectwo dojrzałości. Następnie studiował do 1924 na Wydziale Mechanicznym Politechniki Lwowskiej, ale studiów nie ukończył wskutek trudności materialnych. W 1925 uzyskał stopień podporucznika rezerwy, a w 1935 porucznika rezerwy.
Jako lekkoatleta specjalizował się w biegach na średnich dystansach, Został mistrzem Polski na 1500 metrów w 1923 i wicemistrzem na 800 metrów w tym samym roku. Był także brązowym medalistą na 800 metrów w 1925. W tym samym roku pobił rekord Polski w biegu na 1000 metrów, który przetrwał dwa miesiące.
Rekordy życiowe:
- Bieg na 800 metrów – 2:03,6
- Bieg na 1500 metrów – 4:16,7

Jako narciarz specjalizował się w biegach. Startował na Igrzyskach Olimpijskich w 1928 w St.Moritz w biegu na 50 km, w którym zajął 27. miejsce. Był także wicemistrzem Polski na tym dystansie w 1930.
Startował w barwach klubów lwowskich: Pogoń, Czarni i Karpackie Towarzystwo Narciarzy, a także w AZS Warszawa.
Wziął udział w wojnie obronnej Polski '39 w stopniu porucznika. Został wzięty do niewoli i przebywał w oflagach, m.in. w Gross-Born i Woldenbergu. Uczestniczył w zorganizowanych przez jeńców w Oflagu II C Woldenberg igrzyskach sportowych, które odbyły się pod hasłem Rok Olimpijski 1944; te niezwykłe zawody zostały rozegrane w dniach od 23 lipca do 13 sierpnia 1944 roku. 
Po powrocie z oflagu osiedlił się na Wybrzeżu. Zatrudniony w wojskowym biurze projektów często jeździł na Ziemie Odzyskane w związku z odbudową zniszczonych obiektów przemysłowych. W 1953 przeprowadził się do Warszawy, zaś w 1959 wyjechał na stałe do Norwegii. Tu przez cały okres pracował w biurze projektowym Kåre Haukås A/S wyspecjalizowanym w urządzeniach sanitarnych, wentylacji i klimatyzacji.  
Był autorem książek o instalacjach sanitarnych.
Pod koniec życia zaczął spisywać swoje wspomnienia, które zdążył doprowadzić do połowy lat 20. XX wieku, drugą część dopisała jego żona, tłumaczka literatury i poetka Janina Zagrodzka-Kawa, publikując książkę jako Pamiętnik mojego męża (2003).

## Publikacje
- Montaż kotłów centralnego ogrzewania, Budownictwo i Architektura, Warszawa 1955,
- Kotłownie centralnego ogrzewania, Wydawnictwo ARKADY, Warszawa 1959,
- Przyspieszony transport powietrza w urządzeniach klimatyzacyjnych, Wydawnictwo ARKADY, Warszawa 1964.